# A Banhista de Valpinçon
A banhista de Valpinçon é uma pintura a óleo sobre tela, com dimensões 146 cm por 97,5 cm, executada em 1808 por Jean Auguste Dominique Ingres.
Pertence ao acervo do Louvre, onde é chamado simplesmente de  La Baigneuse. Foi elaborado durante a estada de Ingres em Roma, 1806-1820, onde se entusiasmou com objetos da antiguidade clássica e com os trabalhos de Rafael Sanzio.
Ingres pintou diversos nus femininos, de linhas sinuosas, desenho exato e formas puras. Os quadros são dominados por um sentido irreal, exótico, próprio do século XVIII

Quanto ao cromatismo, predominam os tons cálidos da pele da mulher, que contrasta com o verde escuro da cortina e o branco da colcha. 

## ligações externas
- Artículo sobre La Baigneuse na página web do museu do Louvre (francés e inglés)